# Rinik Carolus
Bekim Rinik Carolus (* 6. Februar 1987) ist ein deutscher Fußballspieler und steht seit dem Sommer 2016 beim TuS Dassendorf unter Vertrag.

## Karriere
Carolus spielte in seiner Jugend für den  SC Concordia Hamburg und für den Hamburger SV. 2006 ging er zu Hannover 96. Bei den Hannoveranern spielte er jedoch nur in der zweiten Mannschaft, die in der Oberliga Nord spielte. 2008 wechselte er zu Rot-Weiß Erfurt. Dort bestritt er 7 Drittligaspiele. Außerdem wurde er in der zweiten Mannschaft eingesetzt. 2009 verließ er Erfurt und ging zum Oberligisten FC Bergedorf 85. Nach zwei Jahren in Erfurt wechselte er zum schleswig-holsteinischen FC Sylt. 2012 ging er zum SV Curslack-Neuengamme. Im Sommer 2014 wechselte er innerhalb Hamburgs zum SC Victoria und seit 2016 ist er für die TuS Dassendorf aktiv. Dort absolvierte Carolus seitdem über 200 Pflichtspiele und gewann zwei Mal den Hamburger Pokal. 

## Erfolge
- Hamburger Pokal: 2018, 2019